# Defenders of the Faith
Defenders of the Faith is het negende studioalbum van de Britse heavymetalband Judas Priest, opgenomen in Ibiza (Spanje) en uitgebracht in 1984. Het album werd platina, hoewel de uitgebrachte singles van dit album ('Love Bites' en 'Some Heads Are Gonna Roll') minder vaak op de radio gedraaid werden dan de singles van de albums British Steel en Screaming for Vengeance.
Defenders of the Faith is (samen met British Steel) het album waarvan Priest alle nummers, op een na, live heeft gespeeld.

## Tracklisting
1. Freewheel Burning – 4:22
2. Jawbreaker – 3:25
3. Rock Hard Ride Free – 5:34
4. The Sentinel – 5:04
5. Love Bites – 4:47
6. Eat Me Alive – 3:34
7. Some Heads Are Gonna Roll – 4:05
8. Night Comes Down – 3:58
9. Heavy Duty – 2:25
10. Defenders Of The Faith – 1:30

### Bonustracks 2001
1. Turn On Your Light – 5:23
2. Heavy Duty/Defenders Of The Faith (Live) – 5:26